# Freddy Bustamante
Freddy Pantaleón Bustamante Bedoya (27 de julio de 1952; Arequipa) es un exjugador y técnico peruano de fútbol.

## Trayectoria
Como jugador profesional actuó en Sportivo Huracán, F.B.C Melgar y en el Alfonso Ugarte, así como en la selección Peruana Juvenil en el período comprendido entre 1974 y 1976, considerada la mejor época del fútbol peruano. Sus apariciones  destacadas mayormente las dio en FBC Melgar, donde hasta el día de hoy es recordado, encargandose de corregir errores de sus compañeros y saliendo con la pelota dominada para entregarla al mejor compañero ubicado.
Colgó los botines del futbol profesional el 11 de diciembre de 1985 en un amistoso entre FBC Melgar y Deportes Arica, donde compartió equipo con el capitán de América Héctor Chumpitaz, jugando como invitado en el homenaje por la despedida del jugador.
Tan solo un año después empezó su carrera como técnico dirigiendo al FBC Melgar interinamente, haciendo tan buena campaña que le abrió el paso para ser considerado nuevamente el siguiente año, equipo con el dirigió hasta en cinco etapas. Luego dirigió al San Agustín, en 1991 y posteriormente se fue a dirigir al Alfonso Ugarte de Puno y Deportivo Pesquero de Chimbote. Retorna a Arequipa con Melgar en 2001 logrando una muy buena campaña. Ha sido considerado un excelente estratega y técnico del dominó.
Fue entrenador de Independencia de Arequipa en el 2002, posteriormente en el 2013 y 2014 formó parte de un proyecto de divisiones menores de FBC Melgar.

## Selección nacional
Participó en una selección pre-olímpica en Brasil el año 1976. Equipo conformado por nombres como Germán Leguía, José Zapata, Francisco Montero, Genaro Neyra y Raúl Obando.

## Clubes

### Como jugador
| Club             | País | Año         |
| ---------------- | ---- | ----------- |
| Sportivo Huracán | Perú | 1972 - 1975 |
| F.B.C Melgar     | Perú | 1976 - 1982 |
| Alfonso Ugarte   | Perú | 1983        |
| F.B.C Melgar     | Perú | 1984 - 1985 |

### Como entrenador
| Club               | País | Año         |
| ------------------ | ---- | ----------- |
| F.B.C Melgar       | Perú | 1986        |
| F.B.C Melgar       | Perú | 1987 - 1988 |
| San Agustín        | Perú | 1991        |
| F.B.C Melgar       | Perú | 1992 - 1994 |
| Cienciano          | Perú | 1995        |
| F.B.C Melgar       | Perú | 1997        |
| Alfonso Ugarte     | Perú | 1999        |
| Deportivo Pesquero | Perú | 2000        |
| F.B.C Melgar       | Perú | 2000 - 2001 |
| Independencia      | Perú | 2002        |

## Palmarés

### Como jugador
| Título                     | Club             | País | Año  |
| -------------------------- | ---------------- | ---- | ---- |
| Liga Distrital de Arequipa | Sportivo Huracán | Perú | 1974 |
| Campeonato Descentralizado | F.B.C Melgar     | Perú | 1981 |

## Vida personal
Es padre de Paulo y Claudio, quienes debutaron profesionalmente con Melgar, en 1999 y 2006, respectivamente, aunque tuvieron carreras profesionales cortas. Claudio, posteriormente sería asistente técnico, y siendo parte del comando técnico de Roberto Mosquera se consagró campeón de la Liga 1 con Binacional en 2019 y con Sporting Cristal en 2020. Además, es cuñado de José Aguayo, segundo jugador con más partidos disputados en la historia de Melgar y con quien llegó a coincidir durante su época de futbolista.